# سیارک ۱۲۵۵۳
سیارک ۱۲۵۵۳ (به انگلیسی: 12553 Aaronritter، نامگذاری:1998QZ46) دوازده هزار و پانصد و پنجاه و سومین سیارک کشف شده‌است که در ۱۷ اوت ۱۹۹۸ کشف شد.
قدر مطلق سیارک برابر ۱۸.۶ است.